# Nadieżda Krupska
Nadieżda Konstantinowna Krupska (ur. 14 lutego?/26 lutego 1869 w Petersburgu, zm. 27 lutego 1939 w Moskwie) – rosyjska działaczka komunistyczna, pedagog. Córka oficera polskiego pochodzenia Konstantego Krupskiego, od 1898 roku żona Włodzimierza Lenina.

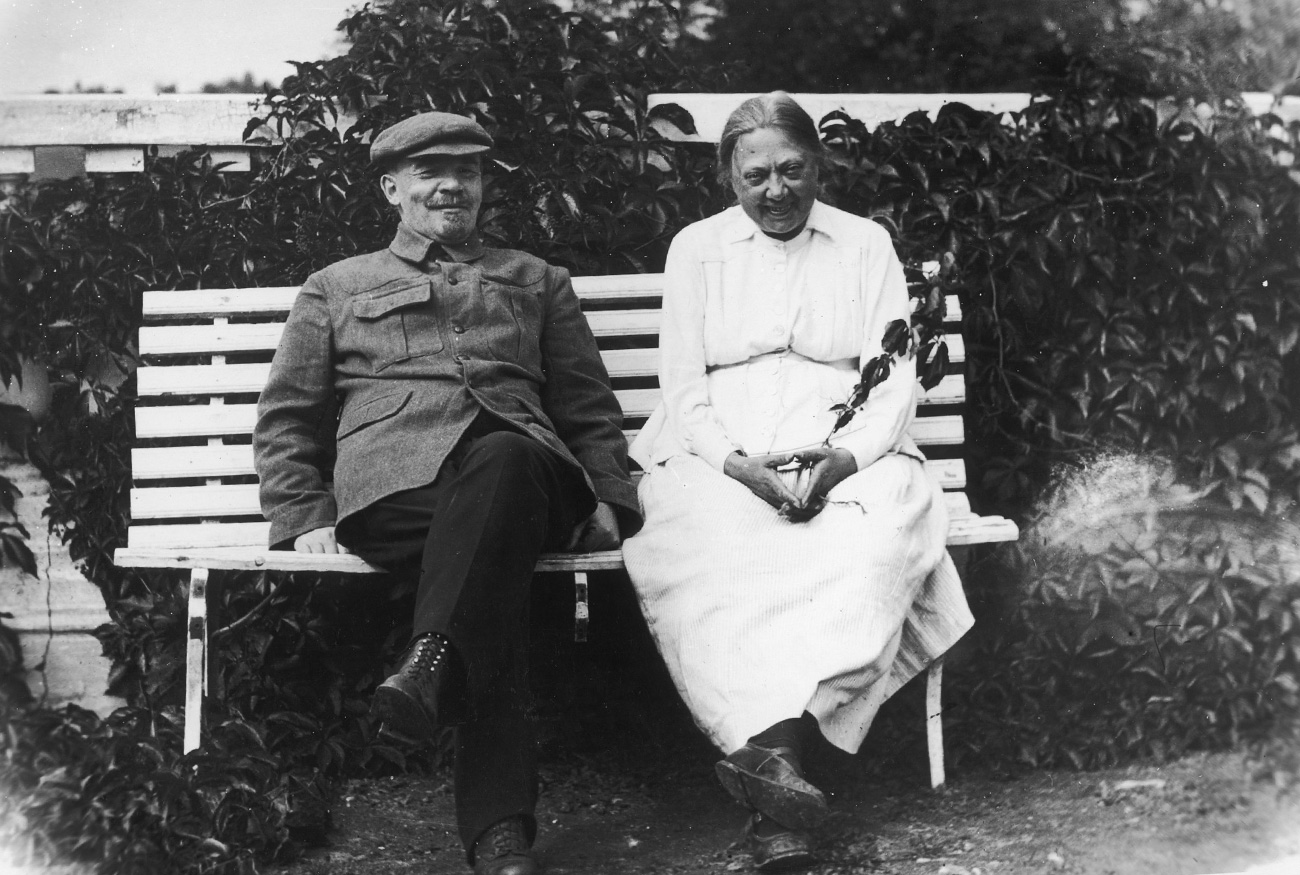
Lenin i Nadieżda Krupska, Gorki, 1922 rok

## Życiorys
Była córką Konstantego Krupskiego (1838–1883), porucznika armii rosyjskiej i Elizawiety z domu Tistrow (1843–1915), guwernantki. Rodzina Krupskich herbu Korczak wywodziła ze szlacheckiego polskiego rodu, właścicieli zamku w Krupem na Lubelszczyźnie. Jako „stara szlachta” Krupscy zostali zaliczeni do rodów szlacheckich Imperium Rosyjskiego. 
Ojciec Nadieżdy, Konstanty Krupski, był zrusyfikowanym Polakiem, synem Ignacego (1794-?), również oficera w armii carskiej. Jako oficer Krupski stacjonował m.in. w Królestwie Polskim, gdzie jego pułk brał udział w tłumieniu powstania styczniowego. Działał w tajnym komitecie rosyjskich oficerów w Polsce, który udzielał pomocy powstańcom polskim. W 1869 roku ponownie trafił na ziemie polskie – wraz z żoną i córką – do Grójca, gdzie został carskim naczelnikiem. Po kilku latach został decyzją sądu zwolniony ze stanowiska. Matka Nadieżdy pochodziła ze zubożałej szlachty. Po śmierci rodziców została nauczycielką domową.
Nadieżda Krupska zainteresowała się ideologią marksistowską pod wpływem Mikołaja Izaakowicza Utina, lidera rosyjskiej sekcji Pierwszej Międzynarodówki, który opiekował się nią i jej matką po śmierci jej ojca. W 1890 roku wstąpiła do kółka marksistowskiego w Wyższej Szkole dla Kobiet. Nadieżda została marksistką wcześniej niż Lenin, z którym poznała się około 1894 roku.
Według Encyklopedia Britannica pierwszym mężem Nadieżdy Krupskiej był Borys German (Herman), rosyjski działacz eserowców-maksymalistów. Najprawdopodobniej jednak łączył ich tylko ślub cywilny lub nawet konkubinat. 10 lipca 1898 roku Lenin i Krupska wzięli ślub w cerkwi.
Za działalność opozycyjną została aresztowana w 1896, od 1898 była członkiem Socjaldemokratycznej Partii Robotniczej Rosji, w tym samym roku została skazana na 3 lata zesłania – sama wybrała Szuszenskoje, gdzie wówczas przebywał Lenin. Od 1901 już jako żona towarzyszyła mu w wyjazdach zagranicznych, podczas których wspierała go jako sekretarka i rzeczniczka. Po rewolucji październikowej działała w radzieckiej oświacie. Od 1917 członkini Ludowego Komisariatu Oświaty, w latach 1920–1929 przewodnicząca Głównego Komitetu Polityczno-Oświatowego. Zwolenniczka wychowania przez pracę.
W ostatnim okresie życia męża przekazywała jego antystalinowskie teksty Lwu Trockiemu, potem współpracowała z antystalinowską opozycją. Protestowała przeciwko mumifikacji zwłok Lenina i umieszczeniu ich w Mauzoleum Lenina.
Po śmierci męża stała się stronniczką Grigorija Zinowiewa i Lwa Kamieniewa.
W latach 1924–27 była członkinią Centralnej Komisji Kontrolnej (CKK) RKP(b)/WKP(b), w tym od 2 czerwca 1924 do 18 grudnia 1925 członkinią jej Prezydium, a od 19 grudnia 1927 do śmierci członkinią KC WKP(b) i od 1929 do śmierci zastępczynią ludowego komisarza oświaty RFSRR.
Odznaczona Orderem Lenina (8 marca 1933) i Orderem Czerwonego Sztandaru Pracy
Zmarła 27 lutego 1939 w Moskwie na zapalenie otrzewnej wynikające z krwiaka w jelitach. Według niektórych źródeł otruta z polecenia Józefa Stalina.

## Główne dzieła
- Narodnoje obrazowanije i diemokratija (1915, wyd. polskie Praca i wychowanie 1959);
- Wspomnienia o Leninie (1957, wyd. polskie 1958);
- Wybór pism pedagogicznych (1951).

## Nadieżda Krupska w rodzinie Włodzimierza Lenina
|                                            |                                            |                                            |                                            |                                            |                                            |  |  |                                |                                |                                |                                |                                |                                |                            |                            |                                       |                                       |                                       |                                       |                                       |                                       |                  |                  |                              |                              |                              |                              |                              |                              |                   |                   |                           |                           |                           |                           |                                                      |                                                      |                                                      |                                                      |                                                      |                                                      | Grigorij Uljanin            |                             |                             |                             |                             |                             |                            |                            |                            |                            |                            |                            |  |  |  |  |
|                                            |                                            |                                            |                                            |                                            |                                            |  |  |                                |                                |                                |                                |                                |                                |                            |                            |                                       |                                       |                                       |                                       |                                       |                                       |                  |                  |                              |                              |                              |                              |                              |                              |                   |                   |                           |                           |                           |                           |                                                      |                                                      |                                                      |                                                      |                                                      |                                                      |                             |                             |                             |                             |                             |                             |                            |                            |                            |                            |                            |                            |  |  |  |  |
|                                            |                                            |                                            |                                            |                                            |                                            |  |  |                                |                                |                                |                                |                                |                                |                            |                            |                                       |                                       |                                       |                                       |                                       |                                       |                  |                  |                              |                              |                              |                              |                              |                              | Łukian Smirnow    | Łukian Smirnow    | Łukian Smirnow            | Łukian Smirnow            | Łukian Smirnow            | Łukian Smirnow            |                                                      |                                                      |                                                      |                                                      |                                                      |                                                      | Nikita Uljanin (ur. 1711)   | Nikita Uljanin (ur. 1711)   | Nikita Uljanin (ur. 1711)   | Nikita Uljanin (ur. 1711)   | Nikita Uljanin (ur. 1711)   | Nikita Uljanin (ur. 1711)   |                            |                            |                            |                            |                            |                            |  |  |  |  |
|                                            |                                            |                                            |                                            |                                            |                                            |  |  |                                |                                |                                |                                |                                |                                |                            |                            |                                       |                                       |                                       |                                       |                                       |                                       |                  |                  |                              |                              |                              |                              |                              |                              | Łukian Smirnow    | Łukian Smirnow    | Łukian Smirnow            | Łukian Smirnow            | Łukian Smirnow            | Łukian Smirnow            |                                                      |                                                      |                                                      |                                                      |                                                      |                                                      | Nikita Uljanin (ur. 1711)   | Nikita Uljanin (ur. 1711)   | Nikita Uljanin (ur. 1711)   | Nikita Uljanin (ur. 1711)   | Nikita Uljanin (ur. 1711)   | Nikita Uljanin (ur. 1711)   |                            |                            |                            |                            |                            |                            |  |  |  |  |
| Dymitr (Mojżesz) Blank                     | Dymitr (Mojżesz) Blank                     | Dymitr (Mojżesz) Blank                     | Dymitr (Mojżesz) Blank                     | Dymitr (Mojżesz) Blank                     | Dymitr (Mojżesz) Blank                     |  |  |                                |                                |                                |                                | Johann Gottlieb Großschopf     | Johann Gottlieb Großschopf     | Johann Gottlieb Großschopf | Johann Gottlieb Großschopf | Johann Gottlieb Großschopf            | Johann Gottlieb Großschopf            |                                       |                                       | Anna z d. Estedt                      | Anna z d. Estedt                      | Anna z d. Estedt | Anna z d. Estedt | Anna z d. Estedt             | Anna z d. Estedt             |                              |                              |                              |                              | Aleksy Smirnow    | Aleksy Smirnow    | Aleksy Smirnow            | Aleksy Smirnow            | Aleksy Smirnow            | Aleksy Smirnow            |                                                      |                                                      |                                                      |                                                      |                                                      |                                                      | Wasyl Uljanin (ur. 1733)    | Wasyl Uljanin (ur. 1733)    | Wasyl Uljanin (ur. 1733)    | Wasyl Uljanin (ur. 1733)    | Wasyl Uljanin (ur. 1733)    | Wasyl Uljanin (ur. 1733)    |                            |                            |                            |                            |                            |                            |  |  |  |  |
| Dymitr (Mojżesz) Blank                     | Dymitr (Mojżesz) Blank                     | Dymitr (Mojżesz) Blank                     | Dymitr (Mojżesz) Blank                     | Dymitr (Mojżesz) Blank                     | Dymitr (Mojżesz) Blank                     |  |  |                                |                                |                                |                                | Johann Gottlieb Großschopf     | Johann Gottlieb Großschopf     | Johann Gottlieb Großschopf | Johann Gottlieb Großschopf | Johann Gottlieb Großschopf            | Johann Gottlieb Großschopf            |                                       |                                       | Anna z d. Estedt                      | Anna z d. Estedt                      | Anna z d. Estedt | Anna z d. Estedt | Anna z d. Estedt             | Anna z d. Estedt             |                              |                              |                              |                              | Aleksy Smirnow    | Aleksy Smirnow    | Aleksy Smirnow            | Aleksy Smirnow            | Aleksy Smirnow            | Aleksy Smirnow            |                                                      |                                                      |                                                      |                                                      |                                                      |                                                      | Wasyl Uljanin (ur. 1733)    | Wasyl Uljanin (ur. 1733)    | Wasyl Uljanin (ur. 1733)    | Wasyl Uljanin (ur. 1733)    | Wasyl Uljanin (ur. 1733)    | Wasyl Uljanin (ur. 1733)    |                            |                            |                            |                            |                            |                            |  |  |  |  |
|                                            |                                            |                                            |                                            |                                            |                                            |  |  |                                |                                |                                |                                |                                |                                |                            |                            |                                       |                                       |                                       |                                       |                                       |                                       |                  |                  |                              |                              |                              |                              |                              |                              |                   |                   |                           |                           |                           |                           |                                                      |                                                      |                                                      |                                                      |                                                      |                                                      |                             |                             |                             |                             |                             |                             |                            |                            |                            |                            |                            |                            |  |  |  |  |
| Aleksander (Izrael) Blank (1801/1804–1870) | Aleksander (Izrael) Blank (1801/1804–1870) | Aleksander (Izrael) Blank (1801/1804–1870) | Aleksander (Izrael) Blank (1801/1804–1870) | Aleksander (Izrael) Blank (1801/1804–1870) | Aleksander (Izrael) Blank (1801/1804–1870) |  |  |                                |                                |                                |                                |                                |                                |                            |                            | Anna z d. Großschopf (1810–1838)      | Anna z d. Großschopf (1810–1838)      | Anna z d. Großschopf (1810–1838)      | Anna z d. Großschopf (1810–1838)      | Anna z d. Großschopf (1810–1838)      | Anna z d. Großschopf (1810–1838)      |                  |                  |                              |                              |                              |                              |                              |                              | Anna z d. Smirnow | Anna z d. Smirnow | Anna z d. Smirnow         | Anna z d. Smirnow         | Anna z d. Smirnow         | Anna z d. Smirnow         |                                                      |                                                      |                                                      |                                                      |                                                      |                                                      | Mikołaj Uljanin (1770–1838) | Mikołaj Uljanin (1770–1838) | Mikołaj Uljanin (1770–1838) | Mikołaj Uljanin (1770–1838) | Mikołaj Uljanin (1770–1838) | Mikołaj Uljanin (1770–1838) |                            |                            |                            |                            |                            |                            |  |  |  |  |
| Aleksander (Izrael) Blank (1801/1804–1870) | Aleksander (Izrael) Blank (1801/1804–1870) | Aleksander (Izrael) Blank (1801/1804–1870) | Aleksander (Izrael) Blank (1801/1804–1870) | Aleksander (Izrael) Blank (1801/1804–1870) | Aleksander (Izrael) Blank (1801/1804–1870) |  |  |                                |                                |                                |                                |                                |                                |                            |                            | Anna z d. Großschopf (1810–1838)      | Anna z d. Großschopf (1810–1838)      | Anna z d. Großschopf (1810–1838)      | Anna z d. Großschopf (1810–1838)      | Anna z d. Großschopf (1810–1838)      | Anna z d. Großschopf (1810–1838)      |                  |                  |                              |                              |                              |                              |                              |                              | Anna z d. Smirnow | Anna z d. Smirnow | Anna z d. Smirnow         | Anna z d. Smirnow         | Anna z d. Smirnow         | Anna z d. Smirnow         |                                                      |                                                      |                                                      |                                                      |                                                      |                                                      | Mikołaj Uljanin (1770–1838) | Mikołaj Uljanin (1770–1838) | Mikołaj Uljanin (1770–1838) | Mikołaj Uljanin (1770–1838) | Mikołaj Uljanin (1770–1838) | Mikołaj Uljanin (1770–1838) |                            |                            |                            |                            |                            |                            |  |  |  |  |
|                                            |                                            |                                            |                                            |                                            |                                            |  |  |                                |                                |                                |                                |                                |                                |                            |                            |                                       |                                       |                                       |                                       |                                       |                                       |                  |                  |                              |                              |                              |                              |                              |                              |                   |                   |                           |                           |                           |                           |                                                      |                                                      |                                                      |                                                      |                                                      |                                                      |                             |                             |                             |                             |                             |                             |                            |                            |                            |                            |                            |                            |  |  |  |  |
|                                            |                                            |                                            |                                            |                                            |                                            |  |  | Maria z d. Blank (1835–1916)   | Maria z d. Blank (1835–1916)   | Maria z d. Blank (1835–1916)   | Maria z d. Blank (1835–1916)   | Maria z d. Blank (1835–1916)   | Maria z d. Blank (1835–1916)   |                            |                            |                                       |                                       |                                       |                                       |                                       |                                       |                  |                  |                              |                              |                              |                              |                              |                              |                   |                   |                           |                           |                           |                           | Ilja (Eliasz) Uljanow (ur. jako Uljanin) (1831–1886) | Ilja (Eliasz) Uljanow (ur. jako Uljanin) (1831–1886) | Ilja (Eliasz) Uljanow (ur. jako Uljanin) (1831–1886) | Ilja (Eliasz) Uljanow (ur. jako Uljanin) (1831–1886) | Ilja (Eliasz) Uljanow (ur. jako Uljanin) (1831–1886) | Ilja (Eliasz) Uljanow (ur. jako Uljanin) (1831–1886) |                             |                             |                             |                             |                             |                             |                            |                            |                            |                            |                            |                            |  |  |  |  |
|                                            |                                            |                                            |                                            |                                            |                                            |  |  | Maria z d. Blank (1835–1916)   | Maria z d. Blank (1835–1916)   | Maria z d. Blank (1835–1916)   | Maria z d. Blank (1835–1916)   | Maria z d. Blank (1835–1916)   | Maria z d. Blank (1835–1916)   |                            |                            |                                       |                                       |                                       |                                       |                                       |                                       |                  |                  |                              |                              |                              |                              |                              |                              |                   |                   |                           |                           |                           |                           | Ilja (Eliasz) Uljanow (ur. jako Uljanin) (1831–1886) | Ilja (Eliasz) Uljanow (ur. jako Uljanin) (1831–1886) | Ilja (Eliasz) Uljanow (ur. jako Uljanin) (1831–1886) | Ilja (Eliasz) Uljanow (ur. jako Uljanin) (1831–1886) | Ilja (Eliasz) Uljanow (ur. jako Uljanin) (1831–1886) | Ilja (Eliasz) Uljanow (ur. jako Uljanin) (1831–1886) |                             |                             |                             |                             |                             |                             |                            |                            |                            |                            |                            |                            |  |  |  |  |
|                                            |                                            |                                            |                                            |                                            |                                            |  |  |                                |                                |                                |                                |                                |                                |                            |                            |                                       |                                       |                                       |                                       |                                       |                                       |                  |                  |                              |                              |                              |                              |                              |                              |                   |                   |                           |                           |                           |                           |                                                      |                                                      |                                                      |                                                      |                                                      |                                                      |                             |                             |                             |                             |                             |                             |                            |                            |                            |                            |                            |                            |  |  |  |  |
|                                            |                                            |                                            |                                            |                                            |                                            |  |  |                                |                                |                                |                                |                                |                                |                            |                            |                                       |                                       |                                       |                                       |                                       |                                       |                  |                  |                              |                              |                              |                              |                              |                              |                   |                   |                           |                           |                           |                           |                                                      |                                                      |                                                      |                                                      |                                                      |                                                      |                             |                             |                             |                             |                             |                             |                            |                            |                            |                            |                            |                            |  |  |  |  |
| Anna Jelizarowa-Uljanowa (1864–1935)       | Anna Jelizarowa-Uljanowa (1864–1935)       | Anna Jelizarowa-Uljanowa (1864–1935)       | Anna Jelizarowa-Uljanowa (1864–1935)       | Anna Jelizarowa-Uljanowa (1864–1935)       | Anna Jelizarowa-Uljanowa (1864–1935)       |  |  | Aleksander Uljanow (1866–1887) | Aleksander Uljanow (1866–1887) | Aleksander Uljanow (1866–1887) | Aleksander Uljanow (1866–1887) | Aleksander Uljanow (1866–1887) | Aleksander Uljanow (1866–1887) |                            |                            | Włodzimierz Uljanow Lenin (1870–1924) | Włodzimierz Uljanow Lenin (1870–1924) | Włodzimierz Uljanow Lenin (1870–1924) | Włodzimierz Uljanow Lenin (1870–1924) | Włodzimierz Uljanow Lenin (1870–1924) | Włodzimierz Uljanow Lenin (1870–1924) |                  |                  | Nadieżda Krupska (1869–1939) | Nadieżda Krupska (1869–1939) | Nadieżda Krupska (1869–1939) | Nadieżda Krupska (1869–1939) | Nadieżda Krupska (1869–1939) | Nadieżda Krupska (1869–1939) |                   |                   | Olga Uljanowa (1871–1891) | Olga Uljanowa (1871–1891) | Olga Uljanowa (1871–1891) | Olga Uljanowa (1871–1891) | Olga Uljanowa (1871–1891)                            | Olga Uljanowa (1871–1891)                            |                                                      |                                                      | Dymitr Uljanow (1874–1943)                           | Dymitr Uljanow (1874–1943)                           | Dymitr Uljanow (1874–1943)  | Dymitr Uljanow (1874–1943)  | Dymitr Uljanow (1874–1943)  | Dymitr Uljanow (1874–1943)  |                             |                             | Maria Uljanowa (1878–1937) | Maria Uljanowa (1878–1937) | Maria Uljanowa (1878–1937) | Maria Uljanowa (1878–1937) | Maria Uljanowa (1878–1937) | Maria Uljanowa (1878–1937) |  |  |  |  |
| Anna Jelizarowa-Uljanowa (1864–1935)       | Anna Jelizarowa-Uljanowa (1864–1935)       | Anna Jelizarowa-Uljanowa (1864–1935)       | Anna Jelizarowa-Uljanowa (1864–1935)       | Anna Jelizarowa-Uljanowa (1864–1935)       | Anna Jelizarowa-Uljanowa (1864–1935)       |  |  | Aleksander Uljanow (1866–1887) | Aleksander Uljanow (1866–1887) | Aleksander Uljanow (1866–1887) | Aleksander Uljanow (1866–1887) | Aleksander Uljanow (1866–1887) | Aleksander Uljanow (1866–1887) |                            |                            | Włodzimierz Uljanow Lenin (1870–1924) | Włodzimierz Uljanow Lenin (1870–1924) | Włodzimierz Uljanow Lenin (1870–1924) | Włodzimierz Uljanow Lenin (1870–1924) | Włodzimierz Uljanow Lenin (1870–1924) | Włodzimierz Uljanow Lenin (1870–1924) |                  |                  | Nadieżda Krupska (1869–1939) | Nadieżda Krupska (1869–1939) | Nadieżda Krupska (1869–1939) | Nadieżda Krupska (1869–1939) | Nadieżda Krupska (1869–1939) | Nadieżda Krupska (1869–1939) |                   |                   | Olga Uljanowa (1871–1891) | Olga Uljanowa (1871–1891) | Olga Uljanowa (1871–1891) | Olga Uljanowa (1871–1891) | Olga Uljanowa (1871–1891)                            | Olga Uljanowa (1871–1891)                            |                                                      |                                                      | Dymitr Uljanow (1874–1943)                           | Dymitr Uljanow (1874–1943)                           | Dymitr Uljanow (1874–1943)  | Dymitr Uljanow (1874–1943)  | Dymitr Uljanow (1874–1943)  | Dymitr Uljanow (1874–1943)  |                             |                             | Maria Uljanowa (1878–1937) | Maria Uljanowa (1878–1937) | Maria Uljanowa (1878–1937) | Maria Uljanowa (1878–1937) | Maria Uljanowa (1878–1937) | Maria Uljanowa (1878–1937) |  |  |  |  |
|                                            |                                            |                                            |                                            |                                            |                                            |  |  |                                |                                |                                |                                |                                |                                |                            |                            |                                       |                                       |                                       |                                       |                                       |                                       |                  |                  |                              |                              |                              |                              |                              |                              |                   |                   |                           |                           |                           |                           |                                                      |                                                      |                                                      |                                                      |                                                      |                                                      |                             |                             |                             |                             |                             |                             |                            |                            |                            |                            |                            |                            |  |  |  |  |
|                                            |                                            |                                            |                                            |                                            |                                            |  |  |                                |                                |                                |                                |                                |                                |                            |                            |                                       |                                       |                                       |                                       |                                       |                                       |                  |                  |                              |                              |                              |                              |                              |                              |                   |                   |                           |                           |                           |                           |                                                      |                                                      |                                                      |                                                      | Olga Uljanowa (1922–2011)                            |                                                      |                             |                             |                             |                             |                             |                             |                            |                            |                            |                            |                            |                            |  |  |  |  |

## Upamiętnienie w Polsce
Od 24 listopada 1961 do 2 października 1990 była patronką ulicy w Warszawie na terenie dzielnicy Wola.
W latach 1964–1990 imię Nadieżdy Krupskiej nosiła Szkoła Podstawowa nr 2 w Grójcu.

## Nadieżda Krupska w filatelistyce

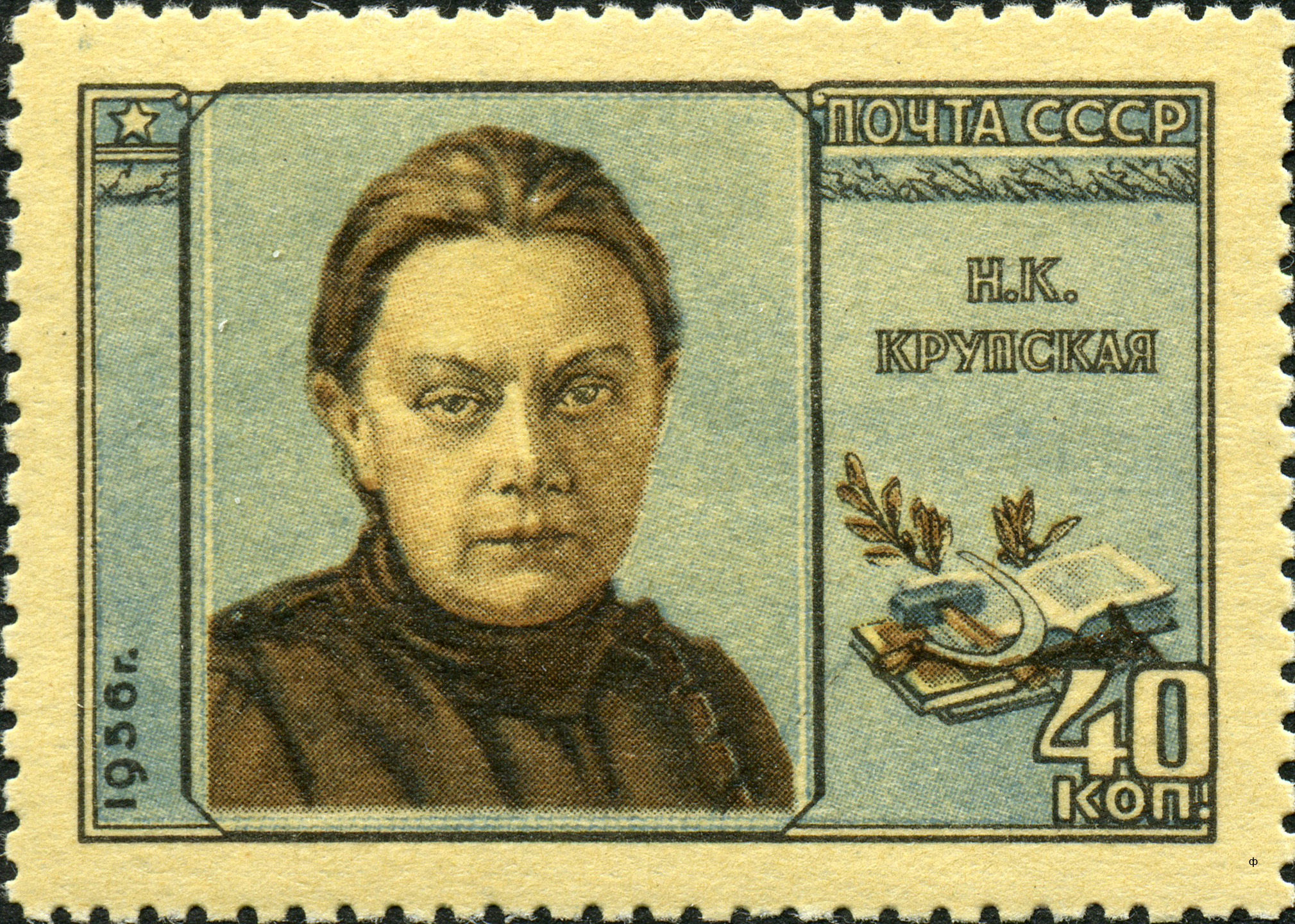
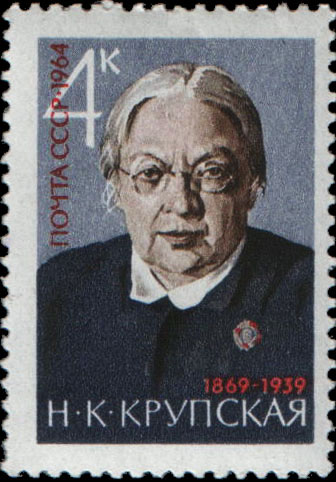
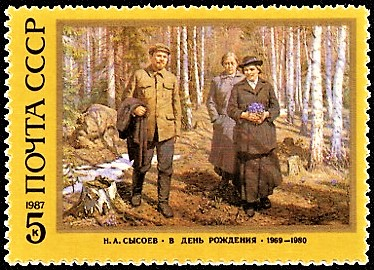
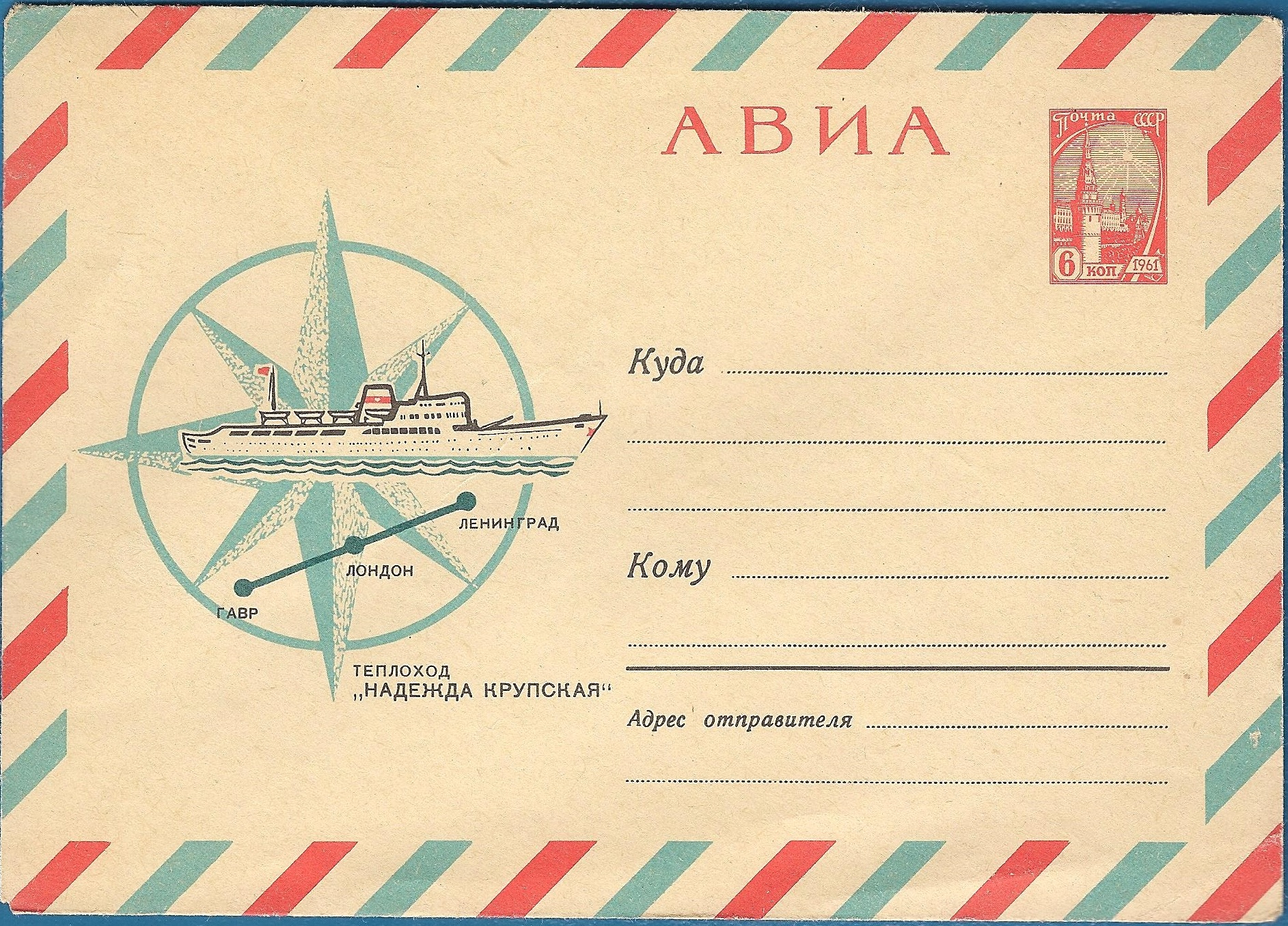
Motorowiec Nadieżda Krupska